# Virgen del Carmen (Coclé)
Virgen del Carmen es un corregimiento del distrito de Aguadulce, en la provincia de Coclé, República de Panamá. Su creación fue establecida mediante Ley 59 del 13 de septiembre de 2013 segregándose del corregimiento de Pocrí, no obstante, la norma indicaba que el corregimiento entraría en existencia el 2 de mayo de 2019; pero por la Ley 22 del 9 de mayo de 2017, su fundación fue adelantada al 1 de julio de 2017. Su cabecera es Nuevo Perú.